# 열자

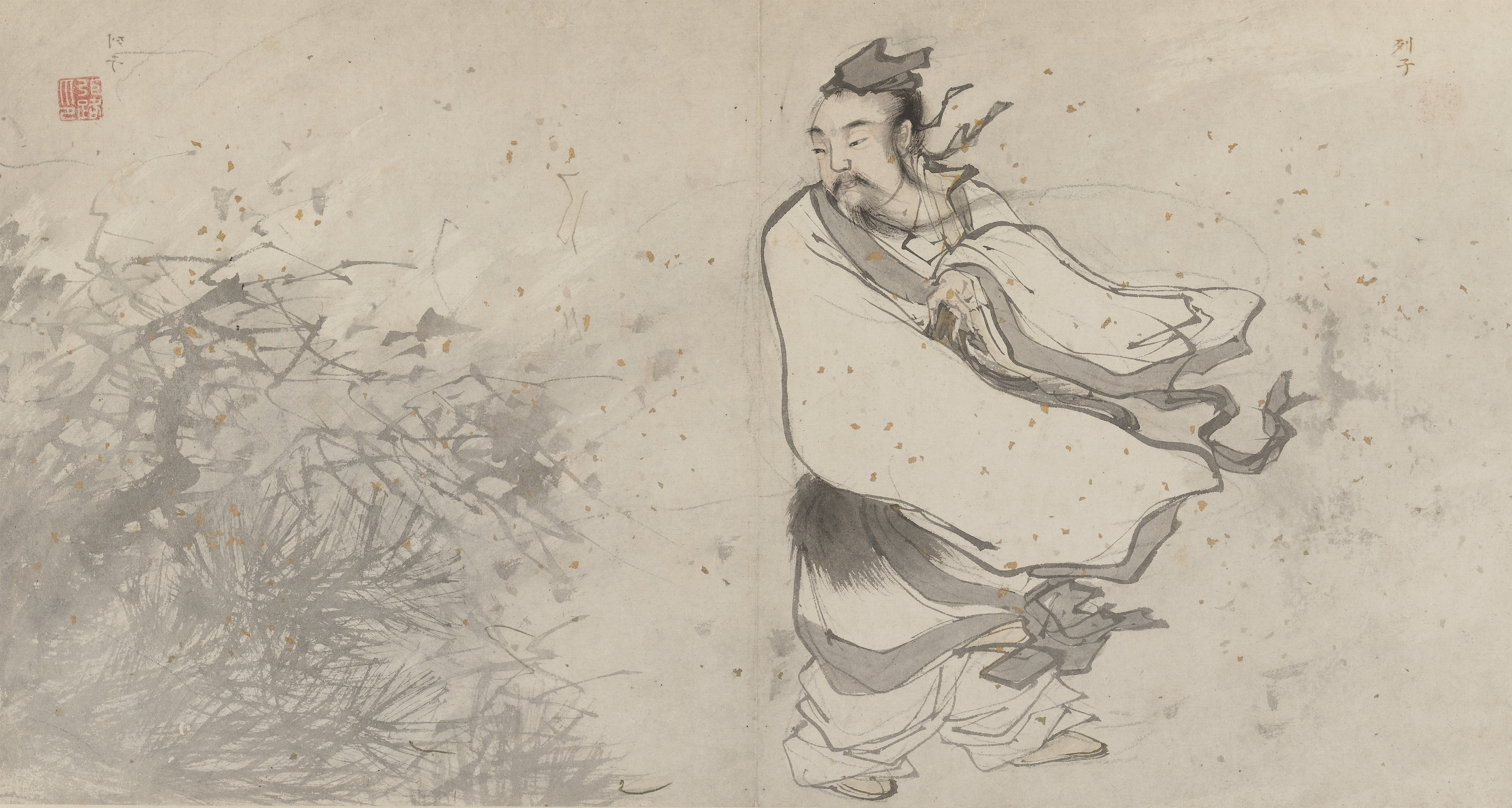

열자(列子: 기원전 4세기경)는 중국 전국 시대의 도가(道家) 사상가로, 이름은 어구(禦寇)이다.
정나라(鄭: 806~375)의 은자로서 기원전 4세기경의 인물로 알려진다. 오늘날 《열자(列子)》 8권 8편 이 남아 있으며, 이 책에 대해서는 그가 서술한 것을 문인 ·후생들이 보완했다 하거나 또는 후세의 위작이다 하는 견해가 대립된다. 이 책에는 열자의 사상이 분명히 일부나마 나타나는데, 이 책의 제2권 2편인〈황제〉(黃帝임.皇帝가 아님)에는 열자가 관윤(關尹)과 나눈 담화가 기재되어서, 열자는 관윤을 통하여 노자의 사상을 배운 사람이 아닌가 한다.
노자는 현상의 본원을 도(道)라고 불렀으나 열자는 도를 태역이라고 바꾸어 불러 천지만물을 생성시키는 과정을 설명한다. 열자는 도가적 우주론을 노자 이상으로 깊게 구축하였다. 그리하여 우주를 통해 흐르고 있는 우주적인 법칙을 좇아 사는 것이 인간의 진실된 삶의 방법이라고 했다.
제1권 1편〈천서(天瑞)〉에서는 "정(靜)하고 허(虛)하면 그 거(居)를 얻으리라"고 했다. 이에 대해 잡가(雜家)의 대표작인 《여씨춘추》의 제 99편 〈불이(不二)〉에서는 "열자는 허(虛)를 귀히 여긴다"라고 평가한다.
유명한 고사들 "우공이산(愚公移山)", "남존여비"(男尊女卑), 조삼모사(朝三暮四)와 "기우(杞憂)" 등은 《열자(列子)》에 실린 우화(寓話)로서, 이 책은 《장자(莊子)》와 함께 도가적 우화가 풍부한 서적이다.

## 참고 문헌
- 이 문서에는 다음커뮤니케이션(현 카카오)에서 GFDL 또는 CC-SA 라이선스로 배포한 글로벌 세계대백과사전의 내용을 기초로 작성된 글이 포함되어 있습니다.